# Kernongeval van Three Mile Island

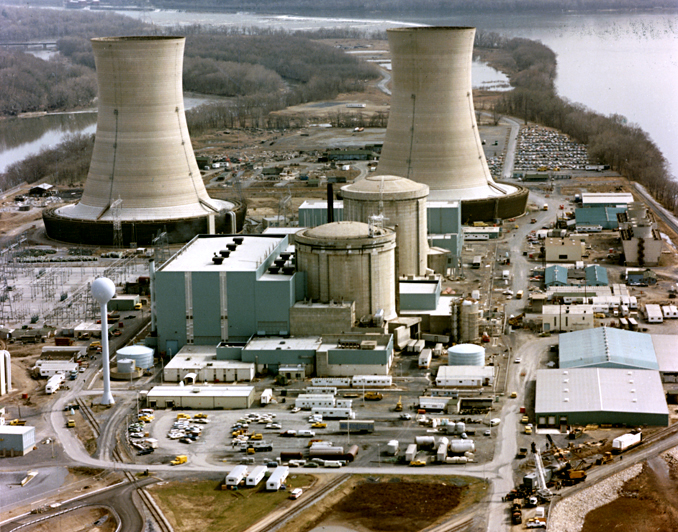
De kerncentrale Three Mile Island

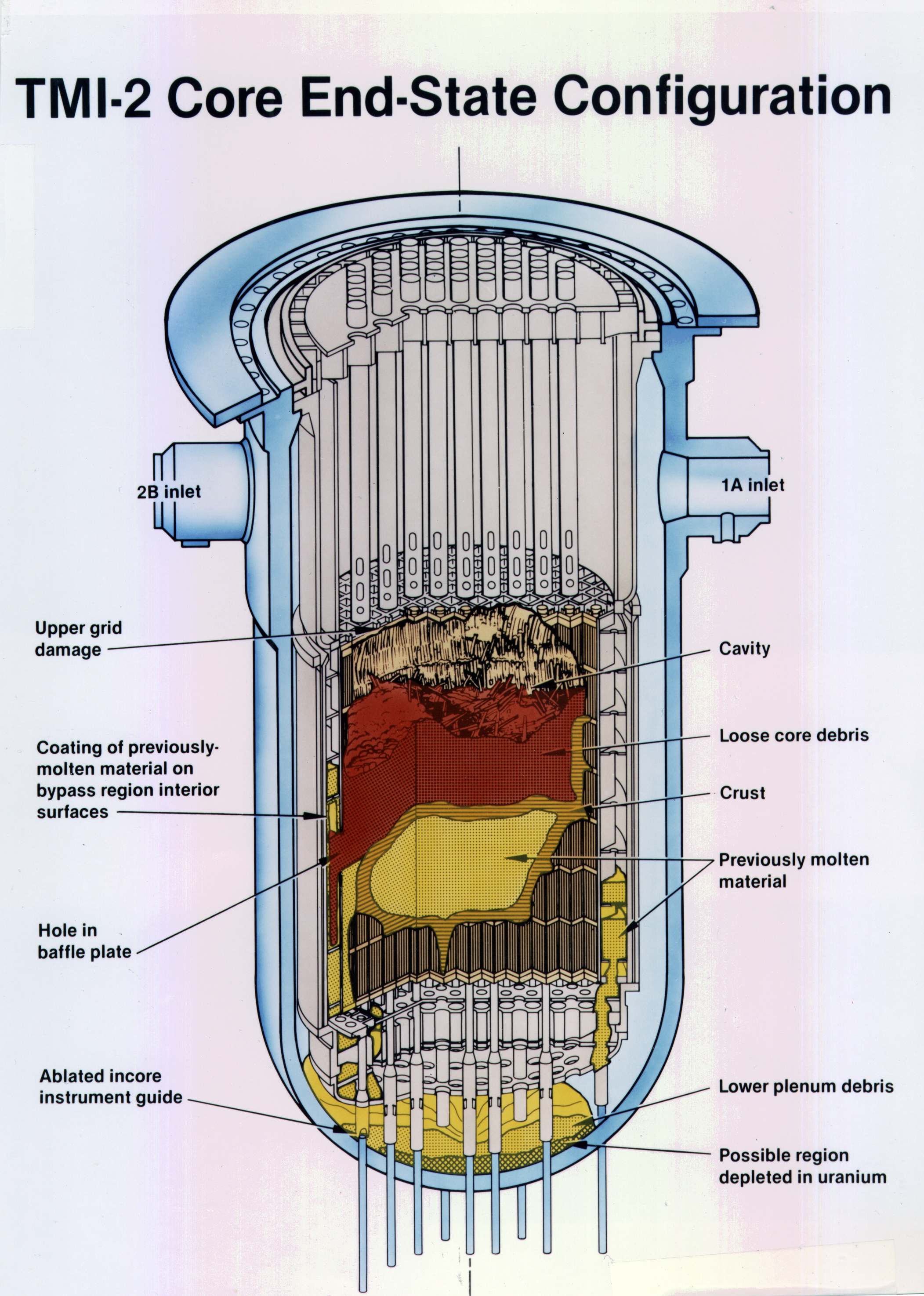
Een grafische weergave van de uiteindelijke situatie in het reactorvat.

Op 28 maart 1979 vond het kernongeval van Three Mile Island plaats in de kerncentrale Three Mile Island in Harrisburg, Pennsylvania in de Verenigde Staten. Het incident betrof het meest significante kernongeval in een civiele kernreactor in de Verenigde Staten. Door storing in eenheid TMI-2 vond een kernsmelting plaats, en kwam uiteindelijk een aanzienlijke hoeveelheid radioactief gas in de atmosfeer.

## Ongeval
Het begon met een storing in het secundaire koelcircuit van de centrale. Die storing zorgde ervoor dat de temperatuur in het primaire koelwater ging stijgen. Zoals het hoort, schakelde de reactor in ongeveer een seconde automatisch uit door middel van een noodstop.
Doordat de reactor uitgeschakeld was, vond er geen nucleaire kettingreactie van kernsplijtingen meer plaats. De temperatuur bleef ook bij uitgeschakelde reactor oplopen door de warmte die werd geproduceerd door vervalprocessen van het radioactieve materiaal. Die moet worden afgevoerd in de weken na het stilleggen. Dit gebeurt via het koelsysteem.
In Three Mile Island begon de druk in het primaire koelsysteem op te lopen, waarop een veiligheidsventiel openging om de druk te verlagen. Dit ventiel ging echter niet meer dicht toen de druk voldoende was gezakt, hierdoor ging een groot deel van het primaire koelmiddel verloren.
De operators in de controlekamer waren niet in staat de situatie waar te nemen en adequaat te reageren op de onvoorziene uitschakeling van de reactor. Dit kon gebeuren omdat door het ontwerp van de centrale dit op het controlepaneel niet kon worden waargenomen. Vanaf dat moment was men de controle over de reactor grotendeels verloren.
Als gevolg van het drukverlies ontstonden er stoombellen in de reactor, waardoor de koeling van de reactor niet meer voldoende was en de temperatuur bleef oplopen. Hierdoor werd de reactorkern onherstelbaar beschadigd. Door oxidatie van de blootliggende brandstofelementen ontstonden er daarnaast radioactieve gassen (voornamelijk waterstof), die geloosd moesten worden in de atmosfeer om verdere potentiële schade (ontploffingsgevaar) aan de installatie te voorkomen.
Onvoldoende instrumentatie en te weinig training op het reageren in noodsituaties bleken medeoorzaken van het ongeval te zijn.

## Gevolgen
Omdat er lozing van radioactieve stoffen had plaatsgevonden, werd besloten gedurende vele jaren de gezondheid van de bevolking van de Amerikaanse staat Pennsylvania te volgen. Dit bevolkingsonderzoek is achttien jaar lang voortgezet, maar heeft geen nadelige gevolgen voor de bevolking vastgesteld. De als gevolg van het ongeval ontvangen stralingsdosis was binnen vijftien kilometer van de centrale gemiddeld 0,08 millisievert (0,08 mSv), met een enkele individuele uitschieter van 1 millisievert. Dat is ongeveer een derde van de normale stralingsblootstelling van mensen (2,5 millisievert per jaar).
Er waren weliswaar geen gevolgen voor de gezondheid, maar de economische schade was wel aanzienlijk. Pas na zes jaar kon men het reactorvat openen en toen bleek dat de schade veel groter was dan eerst verondersteld. Een groot deel van de reactorbrandstof lag gesmolten op de bodem van het vat. Pas in 1993 was de schoonmaak van het reactorvat afgerond. De centrale was economisch gezien verloren.
Op 21 september 2019 werd ook de overgebleven nog werkende reactor van de centrale stilgelegd. In 2024 werd bekend dat de eigenaar van de centrale een overeenkomst heeft gesloten met Microsoft om deze reactor, naar verwachting in 2028, weer op te starten. De geleverde energie zal specifiek gebruikt gaan worden om datacenters van Microsoft te voeden.  

## Invloed op beleid
Perrow ontwikkelde naar aanleiding van het ongeval bij Three Mile Island zijn theorie van systeemongevallen. Hij stelt dat bij complexe interacties met sterke koppelingen ongevallen onvermijdelijk en daarmee 'normaal' zijn. Hij heeft het dan ook over 'normale ongevallen'. Vanwege die onvermijdelijkheid zet hij onder meer kanttekeningen bij het gebruik van risicoanalyse. Storingen en ongevallen kunnen relatief zeldzaam voorkomen. Dat kan ertoe leiden dat uit een risicoanalyse volgt dat bijvoorbeeld kernenergie weinig risico heeft en daarom toelaatbaar is.